# Stadler HGm 2/2
Die Stadler HGm 2/2 ist eine zweiachsige dieselelektrische Zahnradlok, die in gleicher Grundbauform von Stadler Rail für Bahnen in der Schweiz, Spanien und Österreich gebaut wurde.

## Geschichte
Die Bahnen der Region Katalonien (FGC) betreiben auch eine Zahnradbahn in den Pyrenäen, die von Beginn ab mit Triebfahrzeugen betrieben wurde, die in der Schweiz gebaut oder zumindest konstruiert wurden. Für die Schneeräumung und als Aushilfe im Wintersportverkehr wurde eine Zahnraddiesellok gebraucht, die zusammen mit einer Schneeschleuder bei Stadler bestellt wurde. Vor der Ablieferung wurde sie auf der Brig-Visp-Zermatt-Bahn (BVZ) in Betrieb gesetzt und getestet. Dies führte schließlich dazu, dass die BVZ für ihren eigenen Bedarf sowie für Baudienst-Fahrten bis auf den Gornergrat eine ähnliche, aber leistungsfähigere Lok bestellte. Danach bestellte auch die FGC eine weitere Lok, da sie 2003 eine zweite Zahnradbahn, die wiederaufgebaute Montserrat-Bahn, in Betrieb nahm. Weiter bestellten die SBB für die Brünigbahn eine gleiche Lok, die jedoch bereits an die Zentralbahn (ZB) ausgeliefert wurde. ZB und Matterhorn-Gotthard-Bahn (MGB, Nachfolgerin der BVZ) bestellten je eine weitere Lok und die Niederösterreichische Schneebergbahn bestellte ebenfalls zwei Lokomotiven, diese jedoch ohne Adhäsionsantrieb. Eine Lok vermietete sie langfristig an die Schafbergbahn, wo vier Neubaudampfloks von SLM die Hauptlast des Betriebs tragen. Die Schafbergbahn kaufte die Lok 2012 und stellte 2016 eine und 2020 zwei weitere Lokomotiven in Dienst.

## Lieferübersicht
| Bildverweis | Stadler Nummer | Lieferjahr | Bahn, Bezeichnung                     | Nennleistung | Dienstmasse | Höchstgeschwindigkeit                                                    | Besonderheiten                                        |
| ----------- | -------------- | ---------- | ------------------------------------- | ------------ | ----------- | ------------------------------------------------------------------------ | ----------------------------------------------------- |
|             | 237            | 1995       | FGC D9                                | 330 kW       | 23 t        | 37 km/h                                                                  | zeitweise auf der Montserrat-Bahn im Einsatz          |
|             | 682            | 2002       | BVZ/MGB HGm 2/2 75                    | 450 kW       | 24 t        | 65 km/h                                                                  |                                                       |
|             | L-4065         | 2004       | FGC DM6                               | 450 kW       | 24 t        | 65 km/h                                                                  | ursprünglich für Montserrat-Bahn gebaut               |
|             | L-4075         | 2005       | ZB HGm 104 001                        | 450 kW       | 24 t        | 60 km/h                                                                  |                                                       |
|             | L-4197         | 2010       | NÖSBB Hm 2/2 14 SKGB Vz31 ex NöSBB 15 | 450 kW       | 18 t        | 25 km/h talwärts: 80 ‰ 24 km/h 150 ‰ 19 km/h 200 ‰ 16 km/h 260 ‰ 14 km/h | kein Adhäsionsantrieb, NÖSBB 15 2012 verkauft an SKGB |
|             | L-4198         | 2010       | ZB HGm 104 002                        | 450 kW       | 24 t        | 60 km/h                                                                  |                                                       |
|             | L-4208         | 2010       | MGB HGm 2/2 76                        | 450 kW       | 24 t        | 65 km/h                                                                  |                                                       |
|             |                | 2016       | SKGB Vz32                             | 450 kW       | 18 t        | 15 km/h                                                                  | beschafft durch die Salzkammergutbahn GmbH            |
|             |                | 2018–2019  | MGB HGm 2/2 701–704                   | 400 kW       | 26,5 t      | 60 km/h                                                                  |                                                       |
|             |                | 2020       | SKGB Vz33-34                          | 450 kW       | 18 t        | 15 km/h                                                                  | beschafft durch die Salzkammergutbahn GmbH            |
|             |                | 2022       | zb HGm 104 003                        |              |             |                                                                          |                                                       |

## Fahrzeuge für reinen Adhäsionsbetrieb

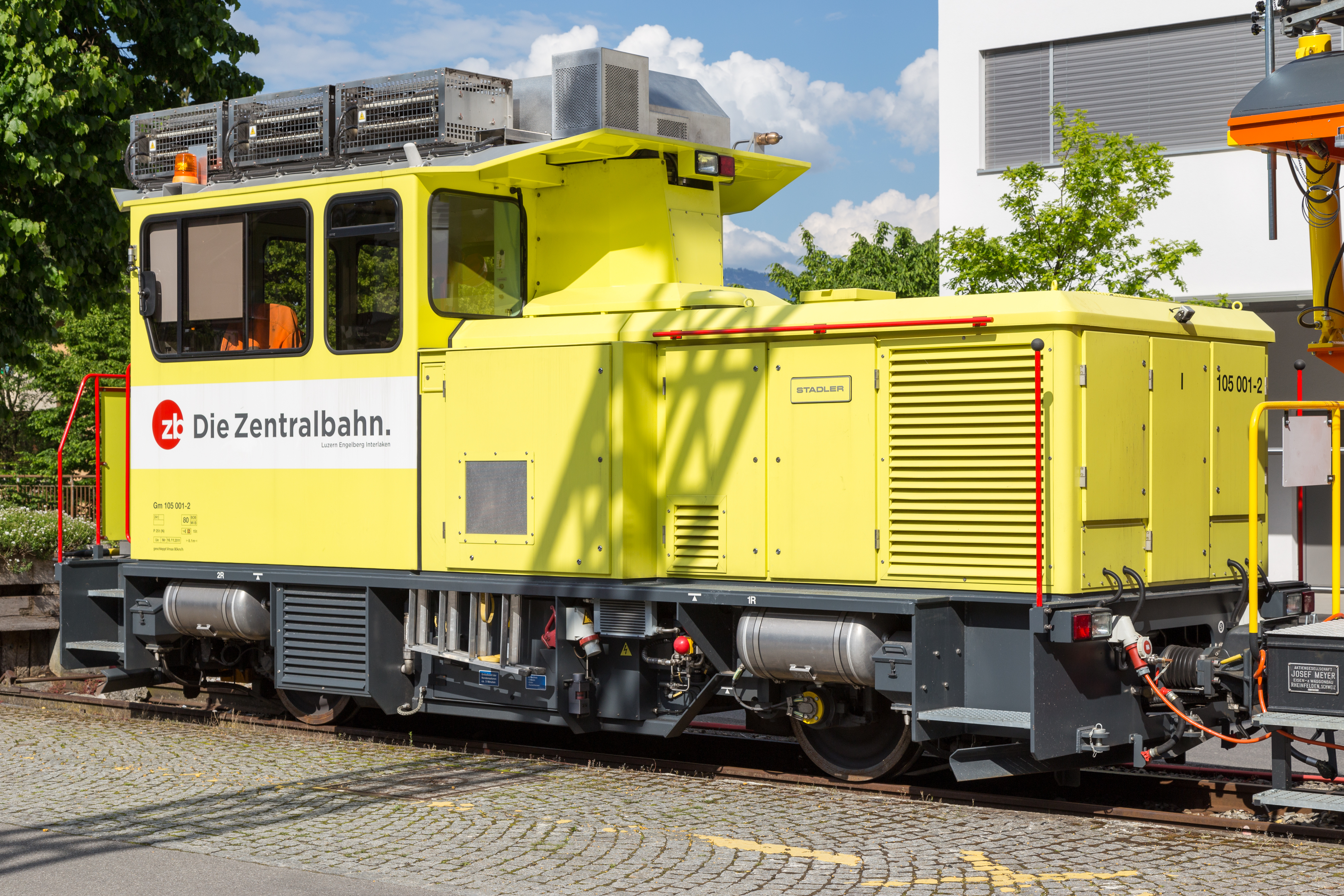

Die Zentralbahn bestellte kurz nach Ablieferung noch eine dritte Lokomotive, diese aber ohne Zahnradantrieb. Die Lok mit der Bezeichnung Gm 105 001 und der Stadler Fabriknummer L-4232 wurde 2011 geliefert. Sie hat die gleiche Leistung und Dienstmasse wie die HGm, aber ihre Höchstgeschwindigkeit beträgt 80 km/h.